# Zyuzicosa
Zyuzicosa là một chi nhện trong họ Lycosidae.

## Các loài
Zyuzicosa được ghi nhận gồm các loài sau:
- Zyuzicosa afghana (Roewer, 1960)
- Zyuzicosa baisunica Logunov, 2010
- Zyuzicosa fulviventris (Kroneberg, 1875)
- Zyuzicosa gigantea Logunov, 2010
- Zyuzicosa kopetdaghensis Logunov, 2012
- Zyuzicosa laetabunda (Spassky, 1941)
- Zyuzicosa nenjukovi (Spassky, 1952)
- Zyuzicosa nessovi Logunov, 2012
- Zyuzicosa turlanica Logunov, 2010
- Zyuzicosa uzbekistanica Logunov, 2010